# کاسچینت دایورا
کاسچینت دایورا (به ایتالیایی: Cascinette d'Ivrea) یک کومونه در ایتالیا است که در استان تورین واقع شده‌است.

## خصوصیات
کاسچینت دایورا ۲٫۲ کیلومترمربع مساحت و ۱٬۵۰۶ نفر جمعیت دارد و ۲۳۹ متر بالاتر از سطح دریا واقع شده‌است.